# Media Access Control
In telecomunicazioni, nell'ambito delle reti di calcolatori, il MAC (acronimo di Medium Access Control o Media Access Control) è un sottolivello del modello architetturale standardizzato ISO/OSI, definito nello standard IEEE 802, che contiene funzionalità di controllo dell'accesso al mezzo fisico per canali broadcast, funzionalità di framing e controllo di errore. 

## Descrizione
Fa parte del livello datalink, di cui rappresenta il sottolivello inferiore sovrastato dal sottolivello LLC e limitato inferiormente dal livello fisico. Le varie caratteristiche di questo strato vengono descritte dalla terza parte dello standard in poi. È il livello a cui trova sede l'indirizzo MAC o indirizzo fisico del calcolatore. Questo strato ha principalmente due funzioni, quella di incapsulamento dati e quella dell'accesso al mezzo.
La prima funzione si occupa dell'incapsulamento dei frame prima della loro trasmissione e del decapsulamento alla loro ricezione; inoltre si occupa della rivelazione degli errori di trasmissione e di delimitare il frame per favorire la sincronizzazione tra il trasmettitore e il ricevitore. La seconda funzione controlla l'accesso ai media, comunicando direttamente con il livello fisico.
Il protocollo MAC inoltre è lo standard per trasferire i pacchetti dalla rete al mezzo fisico di trasmissione (come un'antenna radio nel caso di una connessione Wi-Fi). Ogni scheda di rete ha infatti un indirizzo MAC univoco.